# Виллем, Виктор
Виктор Виллем (фр. Victor Willems; 19 февраля 1877—1918) — бельгийский фехтовальщик, олимпийский чемпион.
Родился в 1877 году. В 1908 году принял участие в Олимпийских играх в Лондоне, где сумел завоевать бронзовую медаль в командном первенстве в фехтовании на шпагах. В 1912 году на Олимпийских играх в Стокгольме завоевал золотую медаль в командном первенстве в фехтовании на шпагах, при этом в личном первенстве в фехтовании на шпагах и рапирах он занял 4-е места.